# Danemark aux Jeux olympiques d'été de 2008
Le Danemark participe aux Jeux olympiques d'été de 2008 à Pékin. Il s'agit de sa 25e participation à des Jeux d'été. Le porte-drapeau est l'athlète Joachim Olsen. L'objectif fixé par Team Danmark, l'instance sportive danoise, est de sept médailles.

## Liste des médaillés danois

### Médailles d'or
| Sport              | Discipline                        | Sportifs                                                                               | Performance   |
| Médailles d'or : 2 |                                   |                                                                                        |               |
| Aviron             | Quatre de pointe poids légers (H) | Thomas Ebert Morten Joergensen Mads Christian Kruse Andersen Eskild Balschmidt Ebbesen | 5 min 47 s 76 |
| Voile              | 49er                              | Martin Kirketerp Jonas Warrer                                                          |               |

### Médailles d'argent
| Sport                  | Discipline                | Sportifs                                                              | Performance    |
| Médailles d'argent : 2 |                           |                                                                       |                |
| Cyclisme sur piste     | Poursuite par équipes (H) | Casper Jørgensen Jens-Erik Madsen Michael Mørkøv Alex Nicki Rasmussen |                |
| Canoë-kayak            | K2 1 000 m (H)            | Kim Wraae Knudsen René Holten Poulsen                                 | 3 min 13 s 580 |

### Médailles de bronze
| Sport                   | Discipline                      | Sportifs                                                       | Performance   |
| Médailles de bronze : 3 |                                 |                                                                |               |
| Équitation              | Dressage par équipes            | Anne van Olst Nathalie Zu Sayn-Wittgenstein Andreas Helgstrand | 68,875 %      |
| Natation                | 800 mètres nage libre (F)       | Lotte Friis                                                    | 8 min 23 s 03 |
| Aviron                  | Deux de couple poids légers (H) | Mads Reinholdt Rasmussen Rasmus Nicholai Quist Hansen          | 6 min 12 s 45 |

## Engagés danois par sport

### Athlétisme
- Joachim Olsen (lancer du poids)
- Christina Scherwin (javelot)
- Morten Jensen (saut en longueur)

#### Hommes
| Epreuve          | Athlète       | Séries   | Séries | Quarts de finale | Quarts de finale | Demi-finales | Demi-finales | Finale   | Finale |
| Epreuve          | Athlète       | Résultat | Rang   | Résultat         | Rang             | Résultat     | Rang         | Résultat | Rang   |
| ---------------- | ------------- | -------- | ------ | ---------------- | ---------------- | ------------ | ------------ | -------- | ------ |
| Saut en longueur | Morten Jensen | 7,63m    | 16e    | -                | -                | -            | -            | -        | -      |
| Lancer du poids  | Joachim Olsen | 19,74m   | 11e    | -                | -                | -            | -            | -        | -      |

#### Femmes
| Epreuve           | Athlète            | Séries   | Séries | Quarts de finale | Quarts de finale | Demi-finales | Demi-finales | Finale   | Finale |
| Epreuve           | Athlète            | Résultat | Rang   | Résultat         | Rang             | Résultat     | Rang         | Résultat | Rang   |
| ----------------- | ------------------ | -------- | ------ | ---------------- | ---------------- | ------------ | ------------ | -------- | ------ |
| Lancer du javelot | Christina Scherwin | 53,95m   | 24e    | -                | -                | -            | -            | -        | -      |

### Aviron
| Athlète(s)                   | Compétition                      | Série         | Série | Quart de finale | Quart de finale | Demi-finale   | Demi-finale | Finale                 | Finale             |
| Athlète(s)                   | Compétition                      | Temps         | Rang  | Temps           | Rang            | Temps         | Rang        | Temps                  | Rang               |
| ---------------------------- | -------------------------------- | ------------- | ----- | --------------- | --------------- | ------------- | ----------- | ---------------------- | ------------------ |
| Mads Reinholdt Rasmussen     | Deux de couple poids légers      | 6 min 14 s 84 | 1er   | NC              | NC              | 6 min 26 s 49 | 2e          | 6 min 12 s 45          | Médaille de bronze |
| Rasmus Nicholai Quist Hansen | Deux de couple poids légers      | 6 min 14 s 84 | 1er   | NC              | NC              | 6 min 26 s 49 | 2e          | 6 min 12 s 45          | Médaille de bronze |
| Morten Nielsen               | Deux sans barreur                | 7 min 17 s 43 | 5e    | 6 min 38 s 33   | 3e              | 6 min 48 s 65 | 6e          | Finale B 6 min 55 s 37 | 4e                 |
| Thomas Larsen                | Deux sans barreur                | 7 min 17 s 43 | 5e    | 6 min 38 s 33   | 3e              | 6 min 48 s 65 | 6e          | Finale B 6 min 55 s 37 | 4e                 |
| Equipe du Danemark           | Quatre sans barreur poids légers | 5 min 01 s 12 | 1er   | NC              | NC              | 6 min 05 s 75 | 1er         | 5 min 47 s 76          | Médaille d'or      |

### Badminton
- Peter Gade (simple messieurs)
- Kenneth Jonassen (simple messieurs)
- Tine Rasmussen (simple dames)
- Jens Eriksen et Martin Lundgaard Hansen (double messieurs)
- Lars Paaske et Jonas Rasmussen (double messieurs)
- Kamilla Rytter Juhl et Lena Frier Kristiansen (double dames)
- Thomas Laybourn et Kamilla Rytter Juhl (double mixte)

| Épreuve      | Athlète                 | 32éme de Finale | 16éme de Finale             | Huitième de Finale                | Quarts de finale                         | Demi-finales                    | Finale                            |
| Épreuve      | Athlète                 | Résultat        | Résultat                    | Résultat                          | Résultat                                 | Résultat                        | Résultat                          |
| ------------ | ----------------------- | --------------- | --------------------------- | --------------------------------- | ---------------------------------------- | ------------------------------- | --------------------------------- |
| Simple       | Peter Gade              | NC              | Lasmari 2-0 (21/6-21/4)     | Shoji Sato2-1 (19/21-22/20-21/15) | Lin Dan0-2 (13/21-16/21)                 | -                               | -                                 |
| Simple       | Kenneth Jonassen        | NC              | Lee 1-2 (21/15-14/21-19/21) | -                                 | -                                        | -                               | -                                 |
| Double       | Lars Paaske             | NC              | NC                          | Chung/Lee 2-0 (21/16-21/19)       | Mateusiak/Logosz 2-1 (17/21-21/11-21/15) | Kido/Setiawan 0-2 (19/21-17/21) | Lee/Hwang 1-2 (21/13-18/21-17/21) |
| Double       | Jonas Rasmussen         | NC              | NC                          | Chung/Lee 2-0 (21/16-21/19)       | Mateusiak/Logosz 2-1 (17/21-21/11-21/15) | Kido/Setiawan 0-2 (19/21-17/21) | Lee/Hwang 1-2 (21/13-18/21-17/21) |
| Double       | Jens Eriksen            | NC              | NC                          | Cai/Fu 0-2 (12/21-11/21)          | -                                        | -                               | -                                 |
| Double       | Martin Lundgaard Hansen | NC              | NC                          | Cai/Fu 0-2 (12/21-11/21)          | -                                        | -                               | -                                 |
| Double mixte | Kamilla Rytter Juhl     | NC              | NC                          | Li/Kurniawan 2-0 (21/12-21/14)    | Limpele/Marissa 1-2 (17/21-21/15-17/21)  | -                               | -                                 |
| Double mixte | Thomas Laybourn         | NC              | NC                          | Li/Kurniawan 2-0 (21/12-21/14)    | Limpele/Marissa 1-2 (17/21-21/15-17/21)  | -                               | -                                 |

### Canoë-Kayak
- Kasper Bleibach (K-1 500m)
- Henriette Engel Hansen (K-1 500m)
- Kim Wraae Knudsen et René Holten Poulsen (K-2 1000)

| Athlète             | Compétition | Éliminatoires  | Éliminatoires | Demi-finales   | Demi-finales | Finale A       | Finale A          |
| Athlète             | Compétition | Temps          | Rang          | Temps          | Rang         | Temps          | Rang              |
| ------------------- | ----------- | -------------- | ------------- | -------------- | ------------ | -------------- | ----------------- |
| Kasper Bleibach     | K1 500m     | 1 min 42 s 529 | 5e            | 1 min 45 s 418 | 6e           | -              | -                 |
| Kim Wraae Knudsen   | K2 500m     | 1 min 30 s 348 | 5e            | 1 min 31 s 796 | 3e           | 1 min 30 s 569 | 5e                |
| René Holten Poulsen | K2 500m     | 1 min 30 s 348 | 5e            | 1 min 31 s 796 | 3e           | 1 min 30 s 569 | 5e                |
| Kim Wraae Knudsen   | K2 1000m    | 3 min 18 s 709 | 2e            | -              | -            | 3 min 13 s 580 | Médaille d'argent |
| René Holten Poulsen | K2 1000m    | 3 min 18 s 709 | 2e            | -              | -            | 3 min 13 s 580 | Médaille d'argent |

### Cyclisme
VTT
- Jakob Fuglsang

| Athlète        | Compétition              | Temps           | Rang |
| -------------- | ------------------------ | --------------- | ---- |
| Jakob Fuglsang | Cross-country VTT hommes | 2 h 06 min 41 s | 25e  |
| Klaus Nielsen  | Cross-country VTT hommes | + 1 Tour        | 31e  |

BMX
- Henrik Baltzersen
- Amanda Sørensen

| Athlète           | Compétition | Qualifications | Qualifications | Quarts de finale | Quarts de finale | Quarts de finale | Quarts de finale | Quarts de finale | Demi-finales | Demi-finales | Demi-finales | Demi-finales | Demi-finales | Finale   | Finale |
| Athlète           | Compétition | Résultat       | Rang           | Manche 1         | Manche 2         | Manche 3         | Total            | Rang             | Manche 1     | Manche 2     | Manche 3     | Total        | Rang         | Résultat | Rang   |
| ----------------- | ----------- | -------------- | -------------- | ---------------- | ---------------- | ---------------- | ---------------- | ---------------- | ------------ | ------------ | ------------ | ------------ | ------------ | -------- | ------ |
| Henrik Baltzersen | BMX hommes  | 37 s 635       | 29e            | 8                | 5                | 3                | 16               | 5e               | -            | -            | -            | -            | -            | -        | -      |

Piste
- Michael Færk Christensen
- Michael Mørkøv
- Casper Jørgensen
- Daniel Adelhard Kreutzfeldt
- Jens-Erik Madsen
- Alex Rasmussen
- Trine Schmidt

Route
- Chris Anker Sørensen
- Nicki Sørensen
- Brian Vandborg
- Linda Villumsen

| Athlète              | Compétition      | Temps         | Rang |
| -------------------- | ---------------- | ------------- | ---- |
| Chris Anker Sørensen | Course en ligne  | 6 h 24 min 11 | 11e  |
| Nicki Sørensen       | Course en ligne  | 6 h 26 min 17 | 24e  |
| Chris Anker Sørensen | Contre-la-montre | 1 h 05 min 55 | 18e  |
| Brian Vandborg       | Contre-la-montre | 1 h 08 min 10 | 32e  |

| Athlète          | Compétition           | Qualification  | Qualification | Demi-finales                   | Match pour le bronze     | Match pour le bronze | Finale                             | Finale            |
| Athlète          | Compétition           | Temps Vitesse  | Rang          | Adversaire Temps Vitesse       | Adversaire Temps Vitesse | Rang                 | Adversaire Temps Vitesse           | Rang              |
| ---------------- | --------------------- | -------------- | ------------- | ------------------------------ | ------------------------ | -------------------- | ---------------------------------- | ----------------- |
| Michael Færk     | Poursuite par équipes | 4 min 02 s 191 | 4e            | France Victoire 3 min 56 s 831 | NC                       | NC                   | Royaume Uni Défaite 4 min 00 s 040 | Médaille d'argent |
| Casper Jørgensen | Poursuite par équipes | 4 min 02 s 191 | 4e            | France Victoire 3 min 56 s 831 | NC                       | NC                   | Royaume Uni Défaite 4 min 00 s 040 | Médaille d'argent |
| Jens-Erik Madsen | Poursuite par équipes | 4 min 02 s 191 | 4e            | France Victoire 3 min 56 s 831 | NC                       | NC                   | Royaume Uni Défaite 4 min 00 s 040 | Médaille d'argent |
| Alex Rasmussen   | Poursuite par équipes | 4 min 02 s 191 | 4e            | France Victoire 3 min 56 s 831 | NC                       | NC                   | Royaume Uni Défaite 4 min 00 s 040 | Médaille d'argent |
| Michael Mørkøv   | Poursuite par équipes | 4 min 02 s 191 | 4e            | France Victoire 3 min 56 s 831 | NC                       | NC                   | Royaume Uni Défaite 4 min 00 s 040 | Médaille d'argent |

| Athlète            | Compétition           | Points | Rang |
| ------------------ | --------------------- | ------ | ---- |
| Daniel Kreutzfeldt | Course aux points     | 29     | 6e   |
| Michael Mørkøv     | Course à l'américaine | 14     | 6e   |
| Alex Rasmussen     | Course à l'américaine | 14     | 6e   |

### Équitation
- Peter Tersgov Flarup

### Gymnastique
- Peter Jensen : trampoline

### Handball
- Équipe du Danemark de handball masculin : qualifiée en remportant le Championnat d'Europe de handball masculin 2008.

| Hommes - Gardiens de but : - Kasper Hvidt - Peter Henriksen - Arrières - Lars Jørgensen - Joachim Boldsen - Kasper Søndergaard - Klavs Bruun Jørgensen - Kasper Nielsen - Jesper Jensen - Bo Spellerberg - Lasse Boesen - Pivots - Michael V. Knudsen - Jesper Nøddesbo - Ailiers - Hans Lindberg - Lars Christiansen |

### Lutte
- Mark O. Madsen
- Anders Nyblom

### Natation
- Jakob Andkjær
- Chris Christensen
- Lotte Friis
- Mads Glæsner
- Julie Hjorth-Hansen
- Jeanette Ottesen
- Jon Rud

### Tennis de table
- Michael Maze (simple messieurs)

### Tennis
- Caroline Wozniacki (simple dames)

### Tir
- Anders Christian Golding

### Tir à l'arc
- Niels Dall
- Louise Klingenberg Laursen

### Triathlon
- Rasmus Henning

### Voile
- Bettina Honoré
- Martin Kirketerp
- Jonas Høgh-Christensen
- Jonas Kældsø
- Anders Nyholm
- Jonas Warrer